# فرد هاني
فرد هاني (بالإنجليزية: Fred Haney) هو لاعب كرة قاعدة أمريكي، ولد في 25 أبريل 1896 في ألباكركي في الولايات المتحدة، وتوفي في 9 نوفمبر 1977 في بيفرلي هيلز في الولايات المتحدة بسبب نوبة قلبية.

## وصلات خارجية
- فرد هاني على موقعبيزبول رفرنس.كوم (الدوري الرئيسي) (الإنجليزية)
- فرد هاني على موقعبيزبول رفرنس.كوم (الدوري الثانوي) (الإنجليزية)
- فرد هاني على موقع جمعية أبحاث البيسبول الأمريكية (الإنجليزية)